# Вејт Парк (Минесота)
Вејт Парк (енгл. Waite Park) град је у америчкој савезној држави Минесота.

## Демографија
По попису из 2010. године број становника је 6.715, што је 147 (2,2%) становника више него 2000. године.
| Група             | 2000.         | 2010.         |
| Белци             | 6.047 (92,1%) | 5.531 (82,4%) |
| Афроамериканци    | 47 (0,7%)     | 442 (6,6%)    |
| Азијати           | 230 (3,5%)    | 242 (3,6%)    |
| Хиспаноамериканци | 132 (2,0%)    | 302 (4,5%)    |
| Укупно            | 6.568         | 6.715         |